# 南関あげ

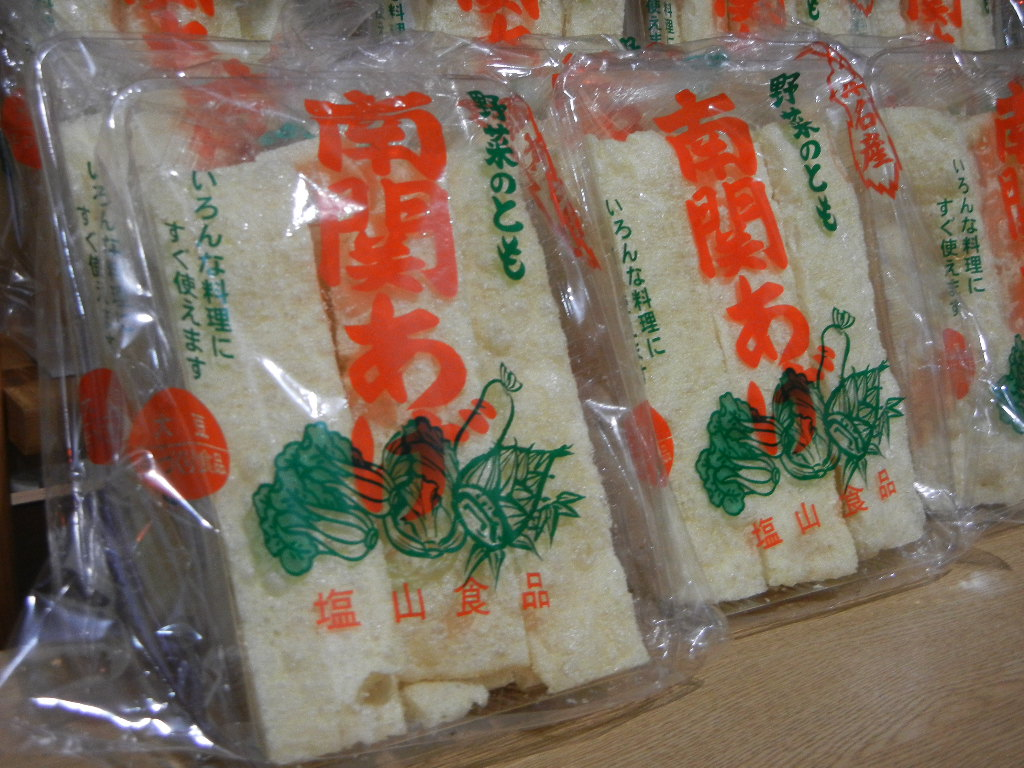
南関あげの市販製品（塩山食品）

南関あげ、南関揚げ（なんかんあげ）は熊本県南関町の特産油揚げ。

## 概要
20センチメートル四方の油揚げであり、見た目は揚げせんべいにも似る。乾燥しているため、汁気の吸収力に優れる。また、賞味期限は常温で2か月から3か月ある。
南関あげのシェアは塩山食品（南関町）が9割以上を占める。塩山食品での生産量は1日に1万6千枚で、冬期は1日に2万枚になる。塩山食品での南関あげの作り方は、豆腐を5ミリメートルから6ミリメートルの厚さにスライスし、約1トンの加重をかけて豆腐の水分を抜いてから二度揚げする。なお、プレスしない状態で揚げると、通常の油揚げになる。

## 発祥
発祥には諸説あるが、伊予松山（現・愛媛県）から伝わったとされる。島原の乱で減った人口を補うため、乱の後に伊予松山から大勢の人々が移住したきた中に油あげの製法を知る人がいたとも。
大正時代の南関あげは幅がもう少し狭く、身が厚かったと言われているが、夏場の腐敗防止、長期保存できるように豆腐を薄くしたものが、現在の南関あげの原形とされる。

## 利用
南関町内では日常の食卓に無くてはならない食材である。
油あげと比べると南関あげの水分の含有量は極めて少ないため、出汁や煮汁をよく吸い、味の入りが非常に良い。
味噌汁の具をはじめ、南関あげの用途は数多くある。

### 南関煮しめ
南関煮しめ（なんかんにしめ）は、熊本県南関町の郷土料理。野菜と南関あげを醤油、酒、砂糖で味付けした煮しめ。

### 南関あげ巻き寿司
南関あげ巻き寿司（なんかんあげまきずし）は、熊本県南関町の郷土料理。海苔ではなく南関あげで巻いた巻き寿司である。
南関あげは上述のように20センチメートル四方あるが、この大きさは海苔の全型（縦21センチメートル、横19センチメートル）とほぼ同じである。このことから南関町の郷土料理の研究と伝承に取り組む「南関町生活研究グループ」が昭和40年代に海苔の代替にすることを考案した。
南関あげは乾燥しているため、下茹でして油を抜いた後に出汁で煮込んで味を含ませる。

## 外部サイト
- 南関あげ - 南関町公式サイト